# 根建金男
根建 金男（ねだて かねお、1952年 - ）は臨床心理学者。 東京都生まれ。博士（人間科学）（早稲田大学）。専門は、認知行動療法・構成主義心理療法・行動療法。

## 経歴
- 1976年　早稲田大学第一文学部卒業
- 1982年　早稲田大学大学院博士後期課程単位取得
- 広島大学総合科学部助手、早稲田大学人間科学部人間基礎科学科 専任講師・助教授を経て、2003年から早稲田大学人間科学部健康福祉科学科臨床心理学系教授。